# Winterspell
Winterspell je američka heavy metal grupa koju je osnovao prvi pjevač Dream Theatera, Chris Collins. Chris je glavni vokalist, gitarist i tekstopisac sastava. Sastav trenutno radi na svom prvom studijskom albumu.

## Postava
- Chris Collins - vokali/gitara
- Tony Matassa - bubnjevi
- Dennis Sadlo - gitara

## Vanjske poveznice
- Službene Myspace stranice